# Football Club de Gueugnon
El Football Club de Gueugnon es un club de fútbol francés, de la ciudad de Gueugnon en Borgoña. Fue fundado en 1940 y juega en el Championnat National 3, quinta división del fútbol francés.

## Historia
El Football Club de Gueugnon se funda en 1940 como un club polideportivo. Nace gracias a la fusión de dos clubes de la ciudad, la patronage de la Foch y el club laïque de l'ASGel.
En la temporada 95-96 debuta en la Ligue 1.
En la temporada 2007-08 quedó último de la Ligue 2, descendiendo así al Championnat National.
El club fue liquidado en abril de 2011 y reformado meses después, y fue relegado a la liga regional de Borgoña, sexta categoría del fútbol francés. Gueugnon ganó el ascenso al Championnat National 3 en la temporada 2012-13.

## Uniforme
- Uniforme titular: Camiseta amarilla, pantalón azul y medias amarillas.

## Estadio
Juega de local en el Stade Jean Laville, con capacidad para 13.872 personas.

## Jugadores

### Jugadores destacados de la historia del club
- Franck Jurietti
- Philippe Montanier
- Nadir Belhadj
- Madjid Bougherra
- Amara Traoré
- Tony Vairelles
- Romain Alessandrini
- Stefan Białas
- Fernando Casartelli
- Marcelo Trapasso
- Robert Malm

## Datos del club
- Temporadas en la Ligue 1: -
- Temporadas en la Ligue 2: -
- Mejor puesto en la liga: -
- Peor puesto en la liga: -
- Mayor goleada conseguida: Gueugnon 7 - 1 Toulouse
- Mayor goleada encajada: Saint-Etienne 7 - 0 Gueugnon
- Máximo goleador: Antoine Trivino (temporada 78-79, 24 goles), Alain Caveglia (temporada 89-90, 24 goles)

## Palmarés

### Torneos nacionales
- Copa de la Liga (1): 2000

## Participación en competiciones de la UEFA
| Temporada | Torneo          | Ronda | Club                  | Ida | Vuelta | Global |
| --------- | --------------- | ----- | --------------------- | --- | ------ | ------ |
| 2000-01   | Copa de la UEFA | 1R    | Iraklis de Tesalónica | 0-0 | 1-0    | 0-1    |